# 観月マリ
観月 マリ（みづき マリ、1973年6月13日- ）は、日本の元AV女優。身長158cm・バスト90cm・ウエスト60cm・ヒップ89cm。

## 略歴
2012年、アダルトビデオ30周年を記念したAV30の企画で、メーカーを横断した作品「AV女優100人 1 時代とメーカーを越えてセレクション」の1人として登場している。

## 出演作品

### アダルトビデオ
- アノ日の私を犯して（1992年8月12日、KUKI）
- 反逆ボディ・ヒート（1992年9月19日、KUKI）
- 観月マリのデルタ・フォース（1992年10月3日、マックス・エー）
- Tバック・アイドル（1992年11月28日、KUKI）
- インベッド（1992年12月30日、KUKI）
- 女尻（1993年1月15日、アリスJAPAN）[2]
- バストコンシャル（1993年2月10日、KUKI）
- 欲情のフェロモン（1993年2月27日、マックス・エー）
- 悩殺娘マリリン（1993年3月19日、アリスJAPAN）[2]
- 本腰入れて（1993年4月14日、KUKI）
- 監禁ボディドール（1993年5月1日、マックス・エー）
- ザ・リアルGOLD（1993年5月21日、アリスJAPAN）[2]
- 隣人（1993年6月21日、KUKI）他出演:原田ひかり、衣さよ子
- サインはブイブイ（1993年7月30日、アリスJAPAN）[2]
- BURST GIRL 爆裂女（1993年8月13日、マックス・エー）
- 夢で逢いましょ（1993年8月21日、KUKI）朝吹ケイト、立野しのぶ、高野ひとみ、綾乃、黒沢あゆみ、ナレーション:牧本千幸
- 狂乱エンドレス（1993年9月10日、現代映像企画）
- プライベート Wレッスン（1993年11月30日、KUKI）共演:黒沢あゆみ
- めざせ AVリーグ 11人の淫乱天使たち（1993年12月18日、KUKI）他10名出演
- 結婚してもいいですか?（1993年12月25日、KUKI）
- 猥褻人形プレイ白書（1994年7月22日、HRC）共演:高野ひとみ
- 女教師CLUB 4（1994年9月30日、宇宙企画）他出演:西田ももこ ほか
- 女尻8連発!!（1994年10月7日、アリスJAPAN）藤田リナ、沢口梨々子、観月マリ、加藤めぐみ、桐島ももこ、川奈さおり、白石ひとみ、朝岡実嶺[2]
- 人間★廃業 観月マリ 10本勝負（1994年10月28日、アリスJAPAN）[2]
- 沢木和也のナンパ帝国スペシャル AVギャルの逆ナンパ 2（1995年5月28日、アトラス21）共演:葉月エリナ
- 女教師CLUB 6（1995年5月28日、宇宙企画）他出演:森尾ひとみ、本田奈々、野中満ちる[2]
- LINGERIE DOLLS 2（1995年9月17日、宇宙企画）他出演:飛鳥いずみ、かとう由梨、葉月エリナ[2]
- 人間★廃業ファイルVol.1（1996年8月2日、アリスJAPAN）愛田るか、杉本ゆみか、細川百合子、観月マリ、水沢早紀[2]
- とくばんエレクトマガジン 秘蔵版（1997年6月6日、アトラス21）他出演:日吉亜衣、藤谷しおり、佐伯祐里、井上静香、川奈さおり、美里真理
- 元祖 人間廃業ファイル（2001年1月19日、アリスJAPAN）他出演:水沢早紀、杉本ゆみか、細川百合子、愛田るか
- ノーカット4時間!! 観月マリ（2003年08月08日、アリスJAPAN）[2]
- アリスピンクファイル（2008年07月11日、アリスJAPAN）[2]
- アリスピンクファイル 歴代人気女優20名 Part2（2011年8月26日、アリスJAPAN）他19名出演

### オリジナルビデオ
- 監禁逃亡 美しき獲物たち（ジャパンホームビデオ）共演:葉山レイコ、高沢順子[2]
- アダルトビデオ物語 AVの作り方・教えます（徳間ジャパンコミュニケーションズ）
- ギルガメッシュな関係（日本ソフトシステム）

## 書籍

### 写真集
- 「観月マリ写真集」スコラ、撮影:牛次郎 ISBN 4796201459

### 雑誌
観月マリ名義
- オレンジ通信 1993年05月号（表紙）